# Ampullaceana ampla
Ampullaceana ampla – eurosyberyjski gatunek słodkowodnego ślimaka z rodziny błotniarkowatych (Lymnaeidae).
Ampullaceana ampla występuje od Francji przez Europę Środkową i Wschodnią po południową Syberię (na wschód aż po jezioro Bajkał); także w Szwecji, Finlandii oraz w niektórych krajach bałkańskich (Albania, Czarnogóra, Grecja). Występuje na błotnistym podłożu w dużych zbiornikach wody stojącej lub wolno płynącej na nizinach oraz w niewielkich jeziorach stref podgórskich. Pionowy zasięg tego gatunku dochodzi do 1500 m n.p.m. w Szwajcarii.
Muszla masywna, grubościenna, kolista, o wymiarach 20–40 × 18–38 mm, zakończona szerokim otworem. Szczyt muszli zwykle niski, pierwsze zwoje o wysokości zaledwie 1–2 mm. Szew bardzo głęboki. Muszle tego ślimaka wykazują znaczną zmienność, dlatego łatwo je pomylić z innymi spokrewnionymi gatunkami.
W wielu regionach Europy jest gatunkiem zagrożonym lub krytycznie zagrożonym, IUCN klasyfikuje go jednak jako gatunek najmniejszej troski. W Polsce jest pospolity.